# Geißler von Dieskau (Landkammerrat)
Geißler von Dieskau, zeitgenössisch meist von Dießkau, († 15. November 1748 in Puschwitz) war ein königlich-polnischer und kurfürstlich-sächsischer Landkammerrat und Rittergutsbesitzer. Er besaß das Rittergut Puschwitz bei Belgern.

## Leben
Er stammte aus der sächsischen Adelsfamilie von Dieskau und übernahm das Rittergut Puschwitz. Als Landkammerrat wirkte er für den Kurfürsten von Sachsen.
Aus der Ehe mit Johanna Christiana geb. von Heynitz aus Dröschkau gingen die drei Söhne Hans Geisler, Carl Geißler († 1765) und Adolph Geisler von Dieskau hervor.